# Question macédonienne

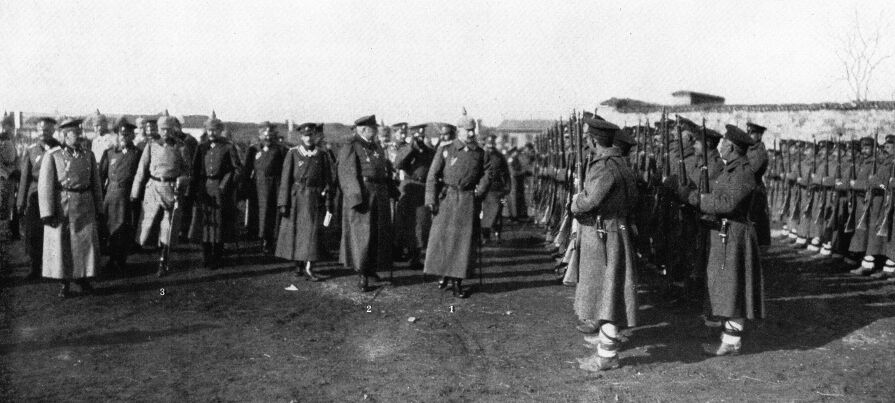
Ferdinand I de Bulgarie et Guillaume II d’Allemagne, photographiés à Niš, en 1916.

La question de l'appartenance au territoire, à la population et au patrimoine historique de la Macédoine pendant et après l'effondrement de l'Empire ottoman à la fin du XIXe et au début du XXe siècle, est appelée la Question macédonienne. La question macédonienne fait partie intégrante de la Question d'Orient,.
Après le traité de Berlin de 1878, les contentieux dans les Balkans se sont portés principalement sur la Macédoine, région contrôlée par l'Empire ottoman et peuplée d'Albanais, de Bulgares, de Grecs, de Serbes et de Turcs, ce qui donne lieu à des revendications nationales contradictoires. La Macédoine était revendiquée par la Bulgarie en tant que territoire de l'État médiéval de Bulgarie, terre de naissance du Patriarcat d'Ohrid et du cyrillique bulgare. Les Serbes revendiquaient la Macédoine comme terre appartenant à l'Empire de Stefan Dušan et conquise par les Ottomans. Les Grecs, quant à eux, revendiquaient la Macédoine, selon la Grande Idée (en grec moderne : Μεγάλη Ιδέα (Megáli Idéa)) en tant que terre historique grecque d'Alexandre le Grand et terre d'habitat de nombreux Grecs.